# Éole
Éole (nazývaný také Avion) byl letoun poháněný parním strojem, vytvořený Clémentem Aderem ve Francii v 90. letech 19. století. Pojmenován byl podle řeckého boha větru Aiola.

## Vývoj

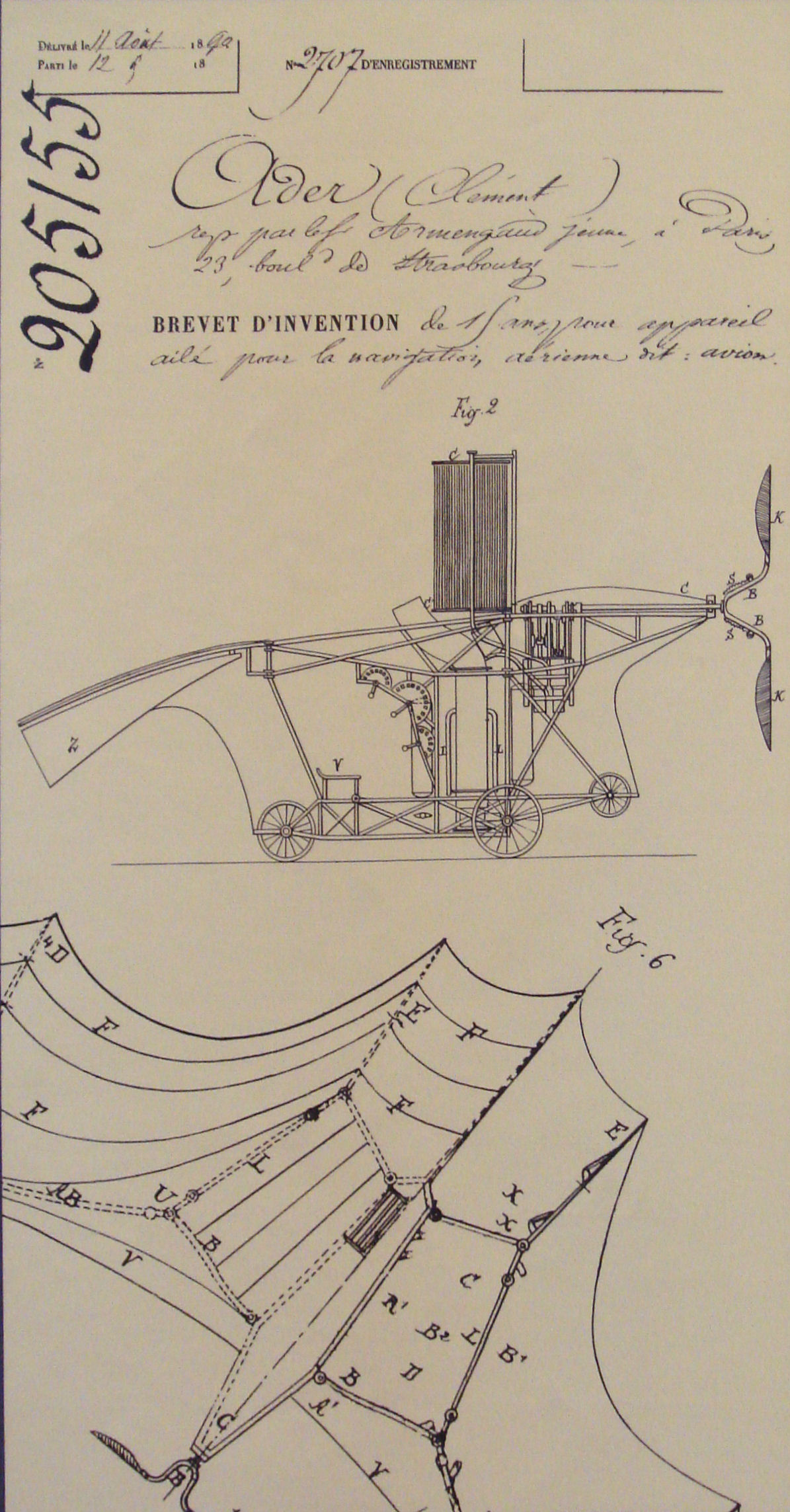

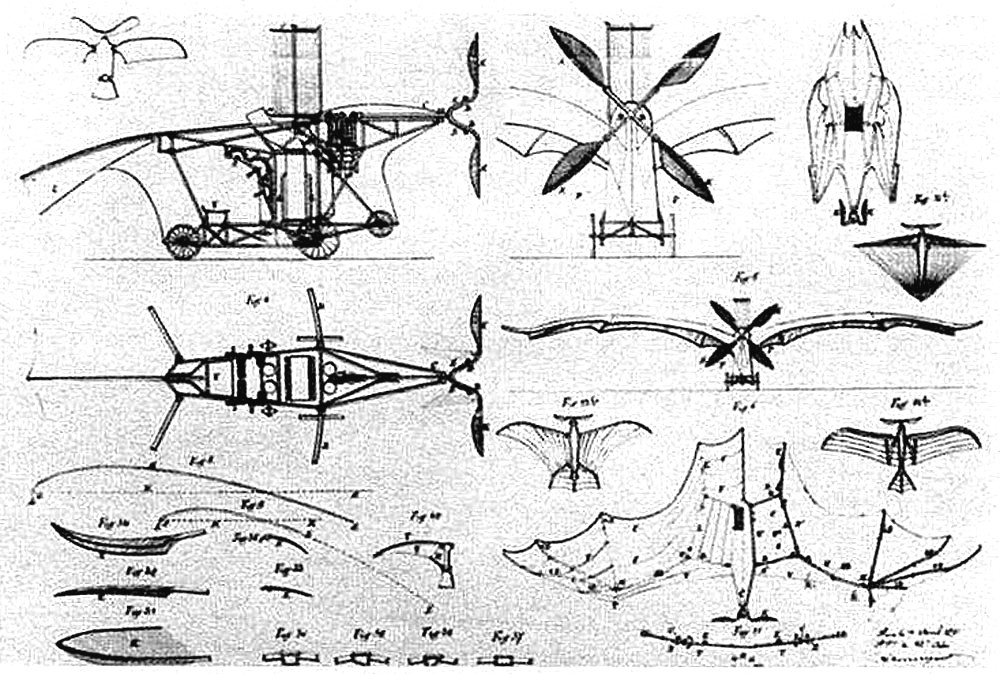

Na rozdíl od mnohých raných létajících strojů neměl Éole létat pomocí mávání křídel, ale spoléhal se na vztlak vytvářený křídly při pohybu vpřed. Jeho křídla připomínala mechanické kopie netopýřích křídel. Parní stroj neobvykle lehké konstrukce (hmotnost 51 kg) poháněl čtyřlistou tažnou vrtuli. Letoun neměl žádné účinné prostředky pro ovládání směru letu.  Projekt byl financován francouzským ministerstvem války.
9. října 1890 stroj provedl krátký let o délce asi 50 metrů v Chateau d'Armainvilliers v Brie. Bylo dosaženo výšky kolem 20 cm nad zemí. Špatný poměr výkonu k hmotnosti parního stroje a špatné počasí omezovaly dosaženou výšku. Ader později prohlašoval, že s Éole v září 1891 uletěl vzdálenost 100 metrů, ale toto tvrzení není řádně doloženo.
Ader pokračoval ve vývoji parních letounů s netopýřími křídly dalšími typy Avion II a Avion III.
Někteří považují Éole za první opravdový letoun, vzhledem k tomu, že opustil povrch země vlastní silou a přenesl člověka vzduchem na krátkou vzdálenost, a že událost z 8. října 1890 byl první úspěšný let. Nicméně absence směrového řízení a fakt, že parou poháněné letouny se ukázaly být slepou uličkou vývoje, oslabují tyto nároky. Aderovi zastánci tvrdí, že rané letouny bratří Wrightů potřebovaly pro vzlet katapult. Wrightové ale při svých prvních vzletech roku 1903 katapult nepoužívali, i když od roku 1904 ho používali při mnoha vzletech.
V roce 1990 byla studenty École Centrale Paris pod vedením jejich učitele Claudia La Burthe postavena replika v plné velikosti, poháněná pístovým motorem Rotax. Bylo podniknuto deset pokusů o vzlet, ale stroj měl vždy tendenci se naklánět a vybočovat do strany, což způsobilo neúspěch pokusů.

## Hlavní technické údaje
- zdroj: [2]
- Osádka: 1 pilot
- Délka: 4,6 m
- Rozpětí: 13,7 m
- Nosná plocha: 29,2 m²
- Hmotnost prázdného letounu: 167 kg
- Vzletová hmotnost: 298 kg
- Pohonná jednotka: 1x parní stroj Ader spalující alkohol, o výkonu 15 kW (20 k)